# 最凶の支援職【話術士】である俺は世界最強クランを従える
『最凶の支援職【話術士】である俺は世界最強クランを従える』（さいきょうのしえんしょくわじゅつしであるおれはせかいさいきょうクランをしたがえる）は、じゃきによる日本のライトノベル。略称は「話術士」。「小説家になろう」にて2019年9月から2020年7月まで連載され、書籍版がオーバーラップ文庫（オーバーラップ）より2020年6月から刊行されている。イラストはfameが担当している。2024年10月時点でシリーズ累計部数は100万部を記録している。
メディアミックスとして、やもりちゃんによるコミカライズが『コミックガルド』（オーバーラップ）にて2020年6月12日から連載中。2024年4月にはテレビアニメ化が発表され、同年10月から12月まで放送された。

## あらすじ
不滅の悪鬼(オーバーデス)とあだ名される探索者(シーカー)ブランドンの孫として生まれたノエル・シュトーレンは「男は舐められちゃいかん」と教えられて育った。やがて成長したノエルは最弱ジョブの【話術士】でありながら最強の探索者を目指すべく、3人のパーティメンバーと共に実績を積んできた。だがいつまでも下請けで燻っている状態に嫌気がさしたノエルは、クランを設立することを提案するが…

## 登場人物
ノエル・シュトーレン
声 - 山下大輝、和久井優（少年）
本作の主人公。英雄だった祖父の遺志を継ぎ、最強の探索者（シーカー）を志す少年。よく女性に間違われる顔立ちだが、やられたら1000倍返し、情よりも金、無名よりも悪評などを好む。
偉大な英雄オーバーデスの意思と技を受け継ぐ者と自称しているとおり祖父の教えを敬愛しており、支援職でありながらも日頃から身体を鍛えたり、最強のクランを作ることをいつも思索している。
Cランク【話術士】→Bランク【戦術家】。
アルマ・イウディカーレ
声 - 芹澤優
本作のヒロインで、伝説の暗殺者を祖父に持つ女。
暗殺者教団への入団試験に落ちた際に、オーバーデスの孫がシーカーになったことを聞きつけ、ブルービヨンドのメンバー募集に応募した。野党討伐の一件でノエルが最強クランを目指していることを知り、それ以降はノエルのパートナーを自称している。
ノエルより5歳年上のためノエルをしょっちゅう弟扱いしているが、精神年齢や知能はアルマの方がかなり幼い。
Cランク【斥候（スカウト）】→Bランク【暗殺者（アサシン）】。
コウガ・ツキシマ
声 - 大桃陽介
極東の島国出身の剣奴。
Cランク【刀剣士】。
レオン・フレデリク
声 - 坂田将吾、千本木彩花（少年）
謙虚で堅実がモットーのBランクパーティ・天翼騎士団のリーダー。
Bランク【騎士（ナイト）】。

フィノッキオ・バルジーニ
声 - 子安武人
帝都を影から牛耳るルキアーノ組（ファミリー）若頭補佐の一人にして、二次団体・バルジーニ組 （ファミリー）の組長ドン。
ノエルとは顔見知りで、ロイドとタニアを捕まえる際に呼び出し、奴隷として売る金額の交渉を行った。
ブランドン・シュトーレン
声 - 咲野俊介
ノエルの祖父。不滅の悪鬼（オーバーデス）という異名を持つ英雄。
巨大な斧を振るう。強力なビーストからノエルと町を守るため戦い死亡。
Cランク【戦士】→Bランク【重装兵】→Aランク【狂戦士】→EXランク【破壊神】。
ロイド
声 - 中島ヨシキ
ノエルが所属する蒼の天外ブルービヨンドのリーダーを務める
パーティの金をギャンブルに使って借金まみれになってしまい逃亡したが、結局ノエルにつかまり、奴隷として売られた。
Cランク【剣士】。
タニア・クラーク
声 - 本渡楓
ノエルが所属する蒼の天外ブルービヨンドのメンバー
ロイドとともにギャンブルを行い、ノエルにつかまって奴隷として売られた。
Cランク【治療師】。
ヴァルター
声 - 田島章寛
ノエルが所属する蒼の天外ブルービヨンドのメンバー。
ロイドとタニアのギャンブルには加勢しなかったが、メンバーの裏切りに耐えられず、シーカーそのものを辞めてしまった。
ウォルフ・レーマン
声 - 前田誠二
実力者揃いなCランクパーティ・柴電狼団ライトニングバイトのリーダーを務める【剣士】。
リーシャ・メルセデス
声 - 前田佳織里
実力者揃いなCランクパーティ・柴電狼団ライトニングバイトのメンバー。
ロキ
声 - 畠中祐
帝都一の情報屋。
アルバート・ガンビーノ
声 - 橘龍丸
帝都を影から牛耳るルキアーノ組ファミリーの直参にして、二次団体・ガンビーノ組ファミリーの組長ドン。

## 既刊一覧

### 小説
- じゃき（著）・fame（イラスト） 『最凶の支援職【話術士】である俺は世界最強クランを従える』 オーバーラップ〈オーバーラップ文庫〉、既刊4巻（2021年12月25日現在）
  1. 2020年6月25日発売[2]、ISBN 978-4-86554-676-7
  2. 2020年10月25日発売[10]、ISBN 978-4-86554-759-7
  3. 2021年2月25日発売[11]、ISBN 978-4-86554-802-0
  4. 2021年12月25日発売[12]、ISBN 978-4-8240-0063-7

### 漫画
- やもりちゃん（作画）・じゃき（原作）・fame（キャラクター原案） 『最凶の支援職【話術士】である俺は世界最強クランを従える』 オーバーラップ〈ガルドコミックス〉、既刊10巻（2024年11月25日現在）
  1. 2020年10月25日発売[13]、ISBN 978-4-86554-771-9
  2. 2021年2月25日発売[14]、ISBN 978-4-86554-857-0
  3. 2021年7月25日発売[15]、ISBN 978-4-86554-966-9
  4. 2021年12月25日発売[16]、ISBN 978-4-8240-0073-6
  5. 2022年5月25日発売[17]、ISBN 978-4-8240-0198-6
  6. 2022年9月25日発売[18]、ISBN 978-4-8240-0297-6
  7. 2023年3月25日発売[19]、ISBN 978-4-8240-0452-9
  8. 2023年9月25日発売[20]、ISBN 978-4-8240-0618-9
  9. 2024年4月25日発売[21]、ISBN 978-4-8240-0812-1
  10. 2024年11月25日発売[22]、ISBN 978-4-8240-1004-9

## テレビアニメ
2024年4月にテレビアニメ化が発表され、同年10月から12月までTOKYO MXほかにて放送された。

### スタッフ
- 原作 - じゃき[8]
- 原作イラスト - fame[8]
- 監督 - 高村雄太[8]
- シリーズ構成・脚本 - 伊神貴世[8]
- キャラクターデザイン - 寺尾憲治[8]
- サブキャラクターデザイン - 福地友樹
- モンスターデザイン - 三室健太
- メカデザイン - 榊原智次
- プロップデザイン - 榊原智次、中園仁、内藤伊之介、曽我恵実
- アクション作画監督 - 三室健太[8]
- 色彩設計 - 有尾由紀子[8]
- 美術監督 - 高橋忍[8]
- 美術設定 - 高橋忍、高薄亜実、清水悠
- 撮影監督 - 小野寺正明[8]
- 3DCGアニメーションディレクター - 内田博基
- オフライン編集 - 坪根健太郎
- 音響監督 - 土屋雅紀[8]
- 音響効果 - 山谷尚人
- 音響制作 - ダックスプロダクション[8]
- 音楽 - 朝比奈健人[8]
- 音楽制作 - MAGNET
- 音楽プロデューサー - 君塚耕太
- チーフプロデューサー - 松田大洋、成田明浩、曽山貴史
- プロデューサー - 松﨑友貴、君塚耕太、末田初音、久保田暁、中智仁、鎗水善史、新倉俊哉、大貫佑介、有水宗治郎、和田卓治、小澤文啓
- アニメーションプロデューサー - 田村諒磨、菊地悠太
- アニメーション制作 - FelixFilm、画狂[8]
- 製作 - 話術士製作委員会[7]

### 主題歌
「Tactics」
KOHTA YAMAMOTO feat. SAIKIによるオープニングテーマ。作詞はSAIKI、作曲・編曲はKOHTA YAMAMOTO。
「Liberation」
KOHTA YAMAMOTO feat. AAAMYYYによるエンディングテーマ。作詞はAAAMYYY、作曲・編曲はKOHTA YAMAMOTO。

### 各話リスト
| 話数 | サブタイトル                   | 絵コンテ                   | 演出                     | 作画監督                                                                                          | 総作画監督          | 初放送日       |
| ---- | ------------------------------ | -------------------------- | ------------------------ | ------------------------------------------------------------------------------------------------- | ------------------- | -------------- |
| I    | 最弱が最強を目指す理由         | 高村雄太                   | 高村雄太                 | 内藤伊之介 栗原基彦 中曽根詩織 高橋はつみ 清水勝祐                                                | 寺尾憲治            | 2024年 10月7日 |
| II   | その話術士は容赦をしない       | 玉田博                     | 玉田博                   | 櫻井拓郎 栗原基彦 施婷 内藤伊之介                                                                 | 福地友樹            | 10月14日       |
| III  | 本物の天才                     | 高村雄太                   | 森田侑希 拝王慶 高村雄太 | 飯飼一幸 山田俊太郎 谷口繁則                                                                      | 寺尾憲治            | 10月21日       |
| IV   | 謝れば許してもらえると思うなよ | 荒谷萌衣                   | 濱田翔                   | TripleA                                                                                           | 福地友樹            | 10月28日       |
| V    | 極東の剣士                     | 江島泰男                   | 江島泰男                 | 鎌田均 池谷祥明 西田美弥子 内藤伊之介                                                             | 寺尾憲治            | 11月4日        |
| VI   | 誇りの価値                     | 相馬宏充                   | 濱田翔                   | 大野勉 齋藤格 滝川和男 沼田広 ラッドプラス                                                        | 坂本千代子          | 11月11日       |
| VII  | 仁義なき世界                   | 高村雄太 いそわゆり 温宝寧 | 玉田博                   | 芦谷耕平 清水勝祐 中曽根詩織 金承旭 範冬冬                                                        | 寺尾憲治            | 11月18日       |
| VIII | 王者の器                       | 中島絵里香                 | 高村雄太                 | 内藤伊之介 芦谷耕平 張碩源 金承旭 江影                                                            | 坂本千代子          | 11月25日       |
| IX   | 毒牙を磨ぐ蛇                   | 曽我恵実 初嘉屋2号店       | 高村雄太 蘇我入鹿        | 櫻井拓郎 栗原基彦 池谷祥明 内藤伊之介 國崎華                                                      | 寺尾憲治            | 12月2日        |
| X    | 持つ者と持たざる者             | 大畑晃一                   | 白石道太                 | TripleA                                                                                           | 坂本千代子          | 12月9日        |
| XI   | 正しさの代償                   | 玉田博 中島絵里香          | 江島泰男                 | 栗原基彦 西田美弥子 池谷祥明 鎌田均                                                               | 寺尾憲治            | 12月16日       |
| XII  | その蛇には翼が生えている       | 大畑晃一                   | 白石道太                 | 齊藤格 沼田広 大野勉 滝川和男 栗原基彦 西田美弥子 池谷祥明 内藤伊之介 ラッドプラス ワン・オーダー | 寺尾憲治 坂本千代子 | 12月23日       |

### 放送局
| 放送期間                 | 放送時間               | 放送局   | 対象地域 | 備考                                            |
| ------------------------ | ---------------------- | -------- | -------- | ----------------------------------------------- |
| 2024年10月7日 - 12月23日 | 月曜 23:30 - 火曜 0:00 | TOKYO MX | 東京都   | 製作参加                                        |
|                          |                        | BS日テレ | 日本全域 | 製作参加 / BS/BS4K放送 / 『アニメにむちゅ〜』枠 |
| 2024年10月8日 - 12月24日 | 火曜 20:30 - 21:00     | AT-X     | 日本全域 | CS放送 / 字幕放送 / リピート放送あり            |

| 配信開始日     | 配信時間                   | 配信サイト | 備考                            |
| -------------- | -------------------------- | --- | ------------------------------- |
| 2024年10月1日  | 火曜 0:00（月曜深夜） 更新 | dアニメストア （本店・ニコニコ支店・for Prime Video） ABEMA | 地上波1週間先行・見放題独占配信 |
| 2024年10月15日 |                            | DMM TV FOD HAPPY!動画 Hulu J:COM STREAM Lemino milplus見放題パックプライム music.jp Prime Video Rakuten TV TELASA カンテレドーガ ニコニコチャンネル バンダイチャンネル ビデオマーケット ムービーフルPlus | 都度課金配信                    |

### BD / DVD
| 巻 | 発売日        | 収録話 | 規格品番  | 規格品番  |
| 巻 | 発売日        | 収録話 | BD BOX    | DVD BOX   |
| -- | ------------- | ------ | --------- | --------- |
| 上 | 2025年1月31日 |        | KWXA-3205 | KWBA-3207 |
| 下 | 2025年2月28日 |        | KWXA-3206 | KWBA-3208 |